# Gmina Nykvarn
Gmina Nykvarn (szw. Nykvarns kommun) – gmina w Szwecji, położona w regionie administracyjnym (län) Sztokholm. Siedzibą władz gminy (centralort) jest Nykvarn.

## Geografia

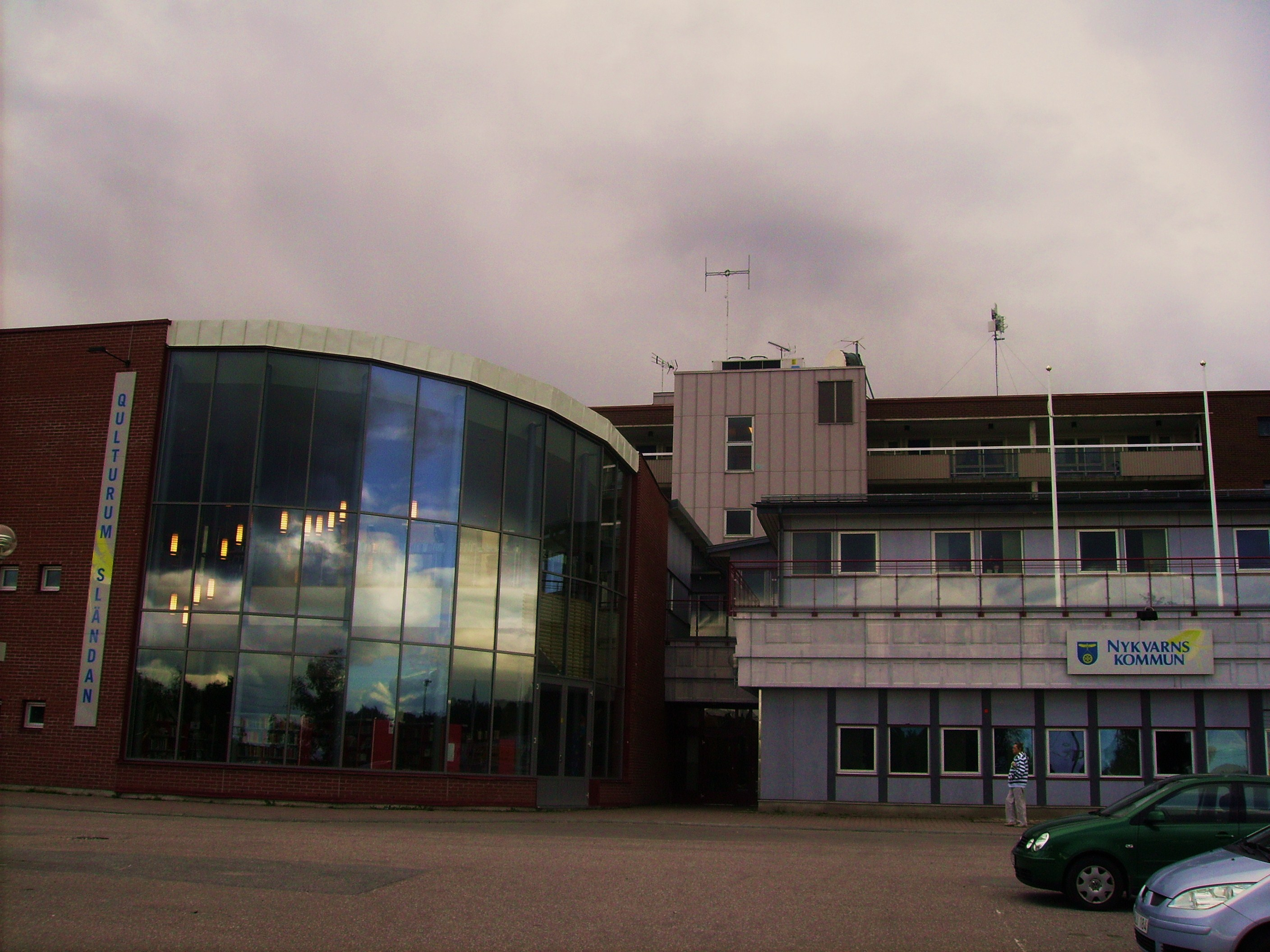
Nykvarn

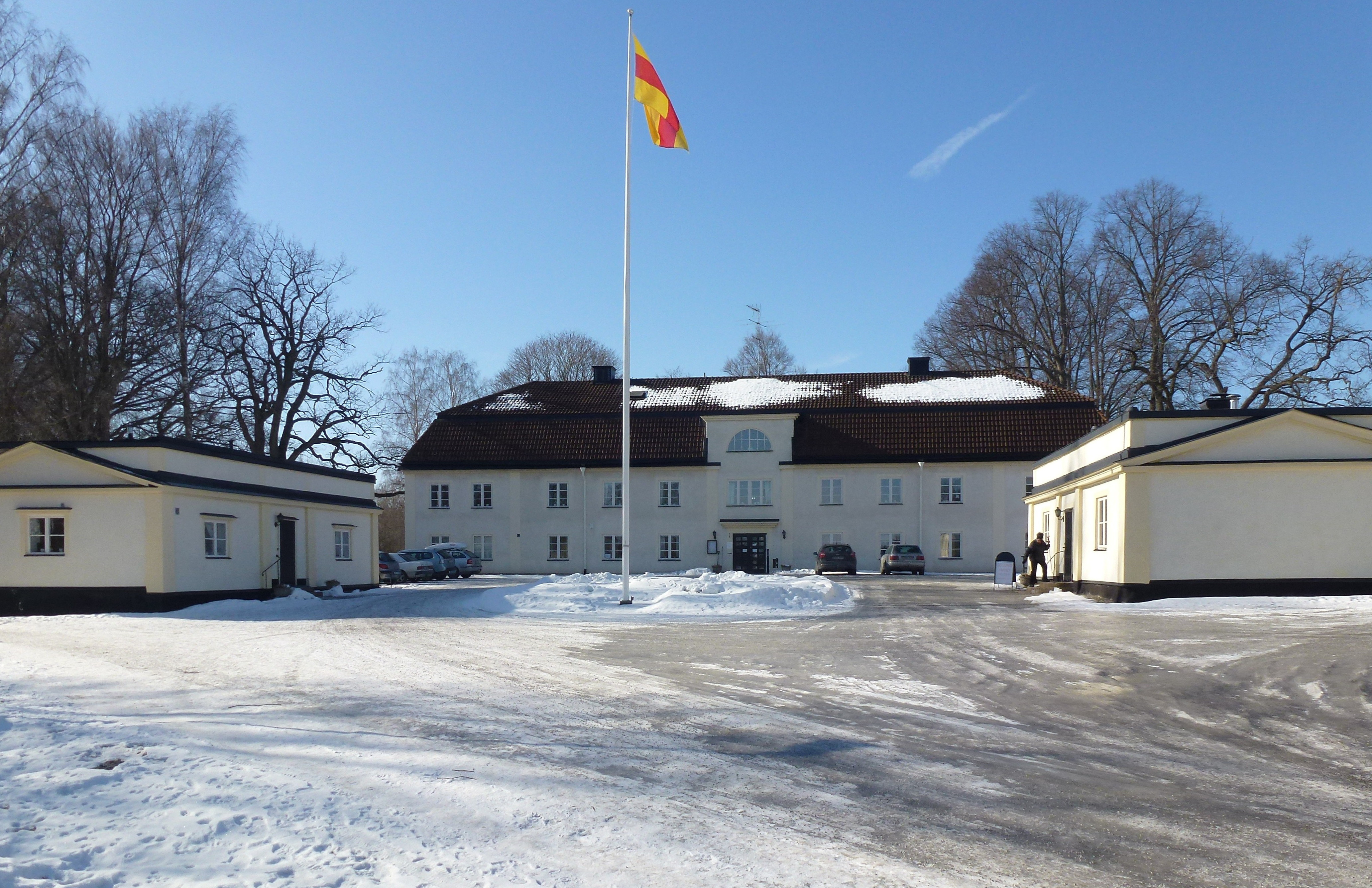
Nykvarns herrgård

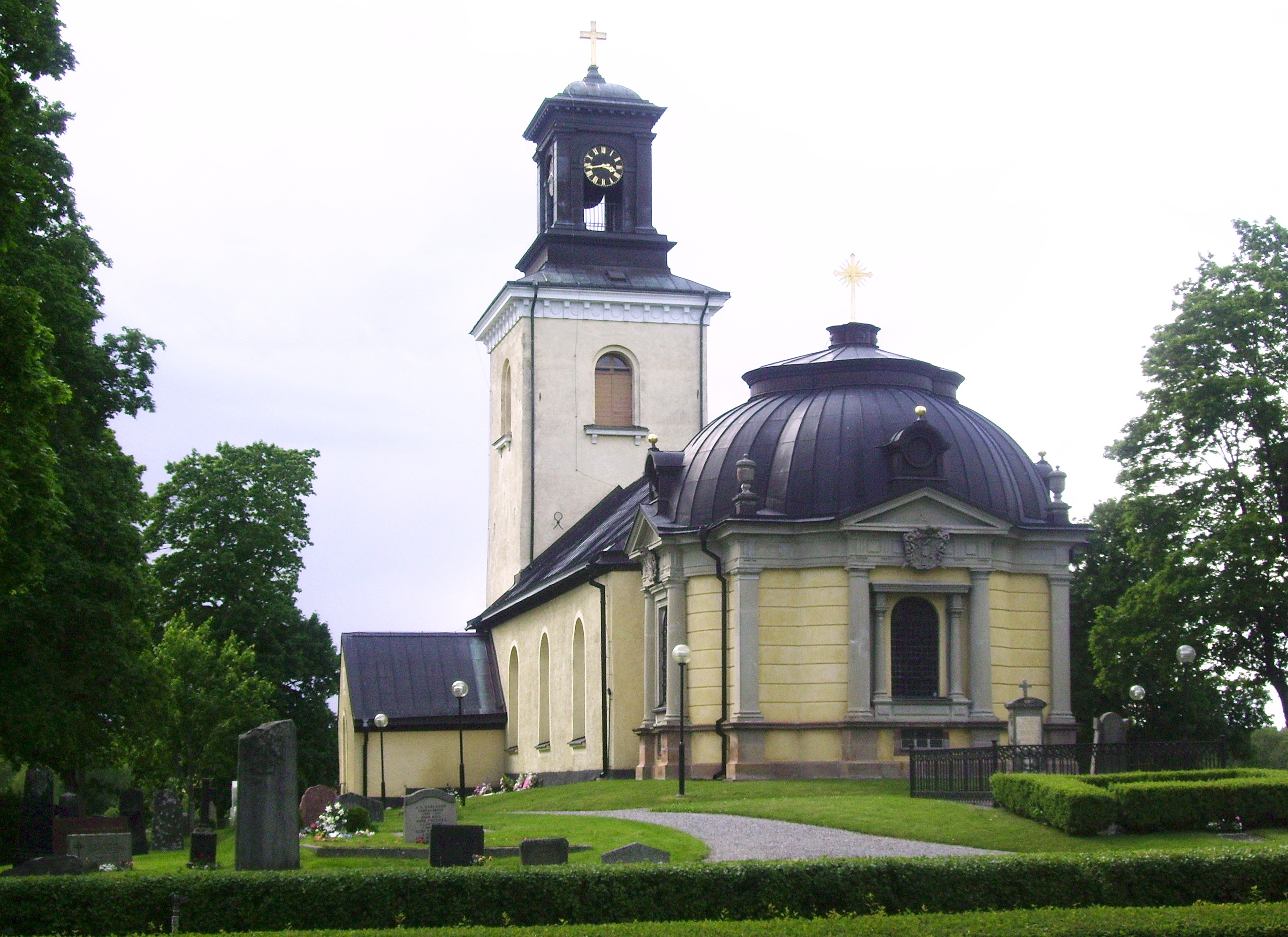
Kościół w Turinge

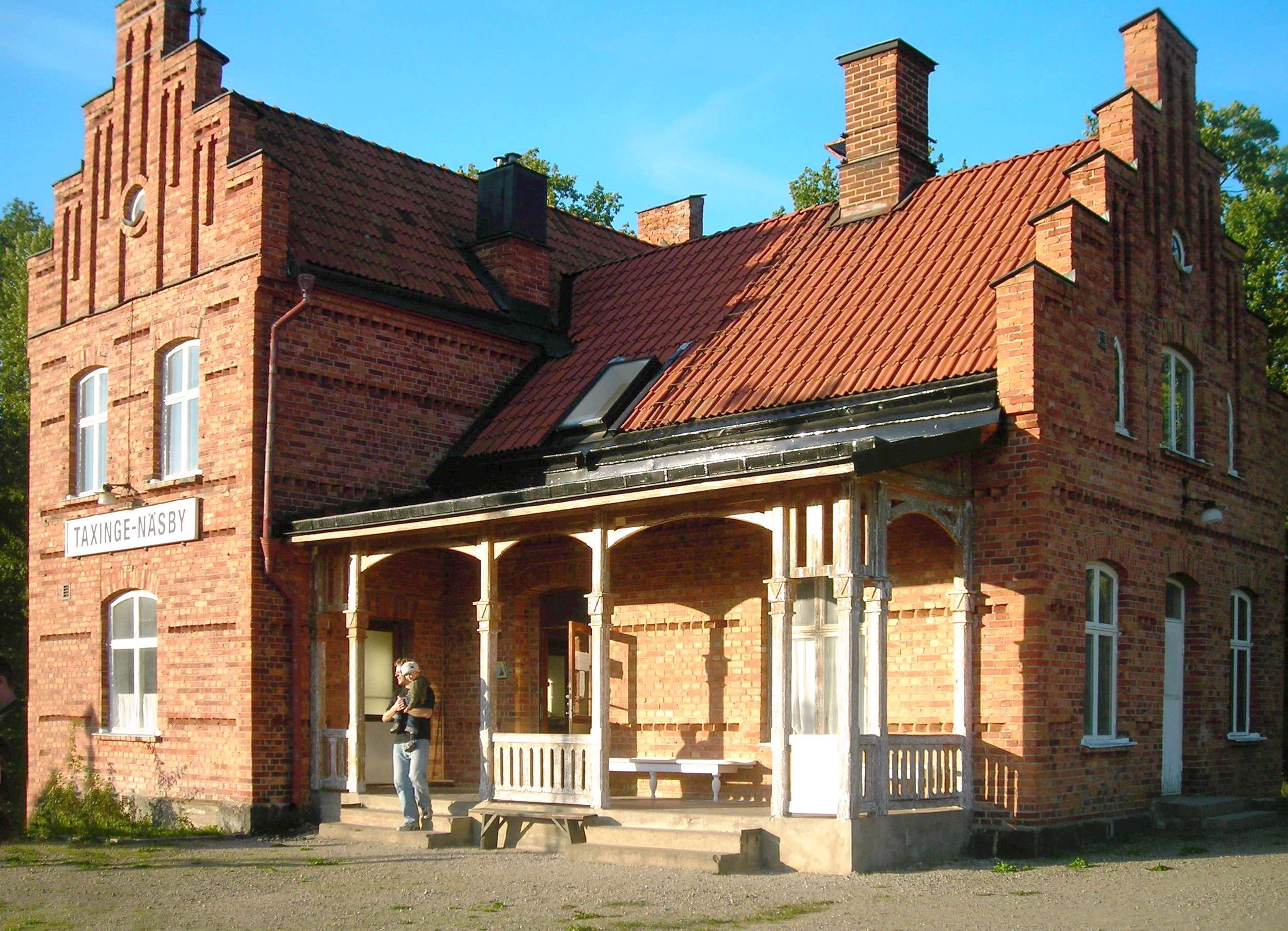
Stacja kolejowa Taxinge-Näsby

Gmina Nykvarn położona jest w prowincji historycznej (landskap) Södermanland. Graniczy z gminami (w kolejności od kierunku północno-wschodniego):
- Södertälje
- Gnesta
- Strängnäs

Według definicji Statistiska centralbyrån (SCB) gmina zaliczana jest do obszaru metropolitalnego Stor-Stockholm.

### Powierzchnia
Według danych pochodzących z 2013 r. całkowita powierzchnia gminy wynosi łącznie 176,99 km², z czego:
- 152,76 km² stanowi ląd
- 24,23 km² wody śródlądowe (w tym 7,98 km² wody jeziora Melar)[2].

## Demografia
31 grudnia 2013 r. gmina Nykvarn liczyła 9523 mieszkańców (220. pod względem zaludnienia z 290 gmin Szwecji), gęstość zaludnienia wynosiła 62,38 mieszkańców na km² lądu (84. pod względem gęstości zaludnienia z 290 gmin Szwecji).
Struktura demograficzna (31 grudnia 2013):
| Opis                              | Ogółem     | Ogółem     | Kobiety    | Kobiety    | Mężczyźni  | Mężczyźni  |
| --------------------------------- | ---------- | ---------- | ---------- | ---------- | ---------- | ---------- |
| jednostka                         | osób       | %          | osób       | %          | osób       | %          |
| populacja                         | 9 523      | 100        | 4 660      | 48,93      | 4 863      | 51,07      |
| powierzchnia                      | 176,99 km² | 176,99 km² | 176,99 km² | 176,99 km² | 176,99 km² | 176,99 km² |
| gęstość zaludnienia (mieszk./km²) | 62,38      | 62,38      |            |            |            |            |

## Miejscowości
Miejscowości (tätort, -er) gminy Nykvarn (2010):
| Lp. | Miejscowość   | Liczba ludności |
| --- | ------------- | --------------- |
| 1   | Nykvarn       | 6 497           |
| 2   | Nygårds hagar | 328             |
| 3   | Finkarby      | 214             |

## Wybory
Wyniki wyborów do rady gminy Nykvarn (kommunfullmäktige) 2010 r.:
|  | Partia                        | Liczba głosów | Zmiana liczby głosów | Procent głosów | Zmiana % | Uzyskane mandaty | Zmiana liczby mandatów |
|  | ----------------------------- | ------------- | -------------------- | -------------- | -------- | ---------------- | ---------------------- |
|  | Moderaterna                   | 1228          | +318                 | 21,60          | +3,46    | 7                | +1                     |
|  | Centerpartiet                 | 229           | –22                  | 4,03           | –0,98    | 1                | –1                     |
|  | Folkpartiet                   | 395           | +15                  | 6,95           | –0,63    | 2                | ±0                     |
|  | Chrześcijańscy Demokraci      | 78            | –20                  | 1,37           | –0,58    | 0                | –                      |
|  | Socialdemokraterna            | 1287          | +173                 | 22,64          | +0,43    | 7                | ±0                     |
|  | Vänsterpartiet                | 138           | –17                  | 2,43           | –0,66    | 1                | ±0                     |
|  | Miljöpartiet                  | 397           | +338                 | 6,98           | +5,81    | 2                | +2                     |
|  | Nykvarnspartiet               | 1482          | –276                 | 26,07          | –8,98    | 8                | –3                     |
|  | Sverigedemokraterna           | 308           | +192                 | 5,42           | +3,11    | 2                | +1                     |
|  | Nationaldemokraterna          | 138           | –31                  | 2,43           | –0,94    | 1                | ±0                     |
|  | Pozostałe partie              | 5             | –1                   | 0,09           | –0,03    | 0                | –                      |
|  | Razem (frekwencja 85,38%)     | 6 773         |                      | 100,0          |          | 31               | ±0                     |
|  | Źródło: Valmyndigheten (szw.) |               |                      |                |          |                  |                        |